# 宫维桢
宫维桢（1911年11月—2002年5月17日），男，山东莱阳人，中国近代政治人物。

## 生平
1911年11月出生于山东省莱阳县。1936年夏天考入北京弘达学院，同年9月参加中国共产党领导的中华民族解放先锋队。1937年5月，加入中国共产党。七七事变后，在与党组织失去联系的情况下，回乡积极开展民先工作，发动群众抗战。1937年9月起先后任莱阳县民先总队部区队长、胶东民先总队部宣传干事；同年6月恢复党组织关系；1938年7月起历任山东黄县工委书记、县委书记，蓬黄战区指挥部政治部主任兼北海特委宣传部长，胶东地区党委党校校长，胶东区党委民运部副部长，胶东区党委宣传部副部长、部长等职。
1947年4月，调任东海地区副书记、书记兼军分区政治委员，进行土地改革，三查三整，参加阻击国民党进攻的战斗。1949年随军渡江南下，先后任苏州地委书记兼军分区政治委员，无锡市委书记兼警备司令部政委等职；1952年8月起历任江苏省工业厅厅长，江苏省委统战部部长，江苏省委秘书长、江苏省委常委、副省长，吉林工业大学党委书记。
文化大革命期间，遭受迫害，多次被冲击、关押和批斗。粉碎四人帮以后，他同志得以彻底平反。恢复工作后，先后任吉林大学党委副书记、书记，南京师范学院党委书记兼革委会主任，江苏省教育卫生办公室主任、省委科学教育部部长，省政府副省长、常务副省长，省政协副主席；1991年12月批准离休。他是全国人大一届、二届、三届、五届代表；省一届、二届、三届、五届人大代表；省政协一届、二届、三届、四届委员。2002年5月17日在南京病逝。